# Cyclophora annulata
Cyclophora annulata là một loài bướm đêm trong họ Geometridae.